# هانس سومر
هانس زُمَرْ (بالألمانية: Hans Sommer)‏ هو أستاذ جامعي ورياضياتي وملحن ألماني، ولد في 20 يوليو 1837 في مدينة براونشفايغ في ألمانيا، وتوفي بنفس المكان في 26 أبريل 1922.

## وصلات خارجية
- هانس سومر على موقع ميوزك برينز (الإنجليزية)
- هانس سومر على موقع أول ميوزيك (الإنجليزية)
- هانس سومر على موقع ديسكوغز (الإنجليزية)